# NHL 11
《NHL 11》是一款冰球类电子游戏。本游戏成为庆祝《NHL系列》20周年之作。 游戏由EA加拿大制作、EA Sports发行。于2010年9月7日在北美发行，其他地区在两周内发行。游戏具有以物理为基础的引擎，取代了旧的以动画为基础的引擎。这一变化被《NHL 11》的制作人Sean Ramjagsingh所夸耀，称其为《NHL 11》的最大变化。其他一个巨大变化是游戏引入了折断的球杆。这个意味着当玩家击球时，可能会把球杆弄断。由于《NHL 11》没有得到国际冰球联合会的许可，游戏没有使用其球衣。《NHL》的游戏封面是芝加哥黑鷹队长Jonathan Toews，他于2010年成功地帮助队伍在49年里赢得第一个斯坦尼杯冠军。

## 玩法
由于是一个冰球模拟类游戏，游戏尽可能地模拟冰球规则和比赛。
游戏使用了一个新的以物理为基础的引擎取代了以动画为基础的旧引擎。这个被制作人Sean Ramjagsingh所夸耀为“《NHL 11》最大的变化”。共耗时1整年制作时间。新引擎允许更为自然的比赛和冰球反弹，并且更为精确和现实地模拟了真实情况。

## 制作
2010年5月3日，在游戏发行之前，EA Sports网站上开放了一个问答区，让玩家提供他们所希望的游戏玩法。
2010年6月21日，芝加哥黑鷹队长Jonathan Toews宣布其为《NHL 11》的北美地区封面球员。
2010年9月8日，发行仪式在纽约市举行。Jonathan Toews和Patrick Kane参与了特技比赛和一场《NHL 11》的比赛。在这场虚拟比赛中，Kane击败了Toews。

## 评价
根据评价网站Metacritic的结果，《NHL 11》在两个平台都收到“普遍称赞”。 《NHL 11》在美国成为2010年9月第四大最佳销售游戏。 在英国发行的第一周，成为第十八位排名最佳的游戏。 Cowen and Company's, Doug Creutz, said it had a "weak follow-through" as it did not chart on the top 10 list the following month.
新的以物理基础为引擎的玩法得到好评。《Game Informer》描述其在前作之后“稳定前进”。 IGN提到“不是非常完美……但是当它能够正常工作时，结果还是出色的”。 IGN也提到游戏的速度普遍比 NHL 10慢。
对于游戏人工智能的评价褒贬不一。1UP.com对于具有进攻性的人工智能提出争议。批评到队友对于单刀突破机会，没有参与运球。不过称他们在禁区显得是“高亮度的小闪光”。 GameSpot提到游戏的人工智能“显著增加”，具有“智慧的队友”和“似乎知道应该怎么做的队员”，然而感叹“电脑玩家持有冰球的时间仍然有点长”。